# Resettlement Administration

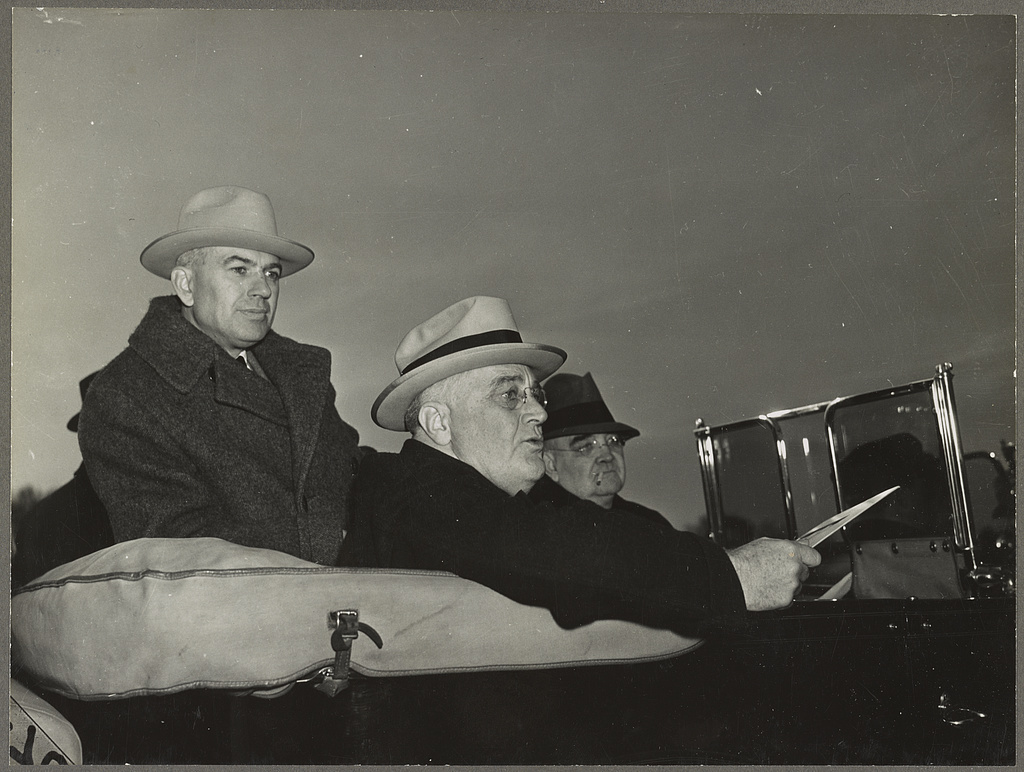
Rexford Tugwell och presidenten Franklin D. Roosevelt vid en inspektion av den nya staden Greenbelt i Maryland, februari 1937

Resettlement Administration var en amerikansk myndighet som inrättades 1 maj 1935 i samband med New Deal för att omlokalisera stad- och landsbygdsfamiljer i nöd till av den federala regeringen organiserade bosättningar. Den ersattes 1 september 1937 av Farm Security Administration.
Resettlement Administration inrättades på initiativ av ekonomiprofessorn vid Columbia University Rexford Tugwell, som var rådgivare till Franklin D. Roosevelt vid dennes presidentvalskampanj 1932, och därefter innehade befattningar inom United States Department of Agriculture. Roosevelt grundade Resettlement Administration under Presidentorder 7027, och Tugwell blev myndighetens första och enda chef. 
Myndigheten hade fyra avdelningar: Rural Rehabilitation, Rural Resettlement, Land Utilization och Suburban Resettlement. President Roosevelt överförde Federal Emergency Relief Administrations markprogram till Resettlement Administration under Presidentorder 7028 i maj 1935.
Rexford Tugwells mål var att flytta 650.000 människor från 400.000 km2 förstörd tidigare jordbruksmark. Detta sågs negativt av kongressmajoriteten såsom socialistiskt och ett hot mot stormarkägare som skulle kunna bli av med sina arrendatorer. Resettlement Administration tilldelades därför begränsade budgetmedel som bara räckte till att flytta några få tusen människor och bygga ett fåtal nya orter, så kallade "greenbelt cities", vilka stadsplanerare uppskattade som modeller för en möjlig framtida stadsplanering med kooperativ.

## Uppgifter
Resettlement Administrations huvuduppgift var att bygga nödhjälpsläger i Kalifornien för migrantarbetare, särskilt flyktingar från den torkdrabbade så kallade Dust Bowl i sydvästra USA. Detta mötte motstånd av många Kalifornienbor, som inte ville att utblottade migranter skulle bosätta sig där.
Myndigheten lyckades etablera 95 läger med rinnande vatten och andra bekvämligheter, men de 75.000 som drog nytta av denna verksamhet var bara en liten del av de nödlidande. De boende i lägren kunde också bara bo där tillfälligt.  Efter att ha blivit utsatt för omfattande kritik för dåligt management, avgick Tugwell 1936. Den 1 januari 1937, med förhoppning om effektivisering, överfördes Resettlement Administration till Department of Agriculture genom Executive order 7530.

## Mediaprojekt
Resettlement Administration organiserade flera dokumentations- och propagandaprojekt:
- Fotografiprojektet, under ledning av Roy Stryker, vilket genom ett stort antal fotografer dokumenterade fattigdom på landsbygden under Den stora depressionen. Dess omfattande bildarkiv finns idag på  Library of Congress.
- Filmprojektet, som producerade två dokumentärfilmer av Pare Lorentz med musik av Virgil Thomson.
- Inspelningar av folksånger av Sidney Robertson Cowell sommaren 1937.

## Bevarat nödhjälpsläger i Kalifornien
Weedpatch Camp, som också kallades Arvin Federal Government Camp och Sunset Labor Camp, byggdes 1936 söder om Bakersfield, Kalifornien, dock inte av Resettlement Administration, utan av Works Progress Administration. Det är numera kulturmärkt. Detta läger inspirerade John Steinbeck att skriva romanen Vredens druvor.